# Spitzenwirkung
Die Spitzenwirkung ist ein Begriff aus der Physik, um auf hohe Gradienten an spitzen Formen als Ursache von Effekten hinzuweisen. Bekannte Beispiele sind die erhöhte mechanische Spannung vor einem Riss in einem Werkstück (an Oberflächen Kerbwirkung genannt) und die erhöhte elektrische Feldstärke vor einer Spitze oder scharfen Kante.

## Mechanische Spitzenwirkung
Da ein Riss keine Spannung übertragen kann, bleibt das Material neben dem Riss bei Belastung des Werkstücks entspannt, während sich die Rissflächen gegeneinander bewegen (auseinander oder parallel zueinander, je nach Richtung der Belastung). Vor dem Riss führt diese Bewegung zu einer stark lokalisierten Verformung, je nach Werkstoff elastisch oder plastisch, und eventuell zu Risswachstum.

## Elektrische Spitzenwirkung
Feldlinien haben die Tendenz, sich zu verkürzen und sich gegenseitig abzustoßen (um die Feldenergie zu minimieren). Verlaufen die Feldlinien im Fernfeld in Richtung der Spitze, so können sie kürzer werden, wenn ihre Fußpunkte auf der Oberfläche in Richtung Spitze wandern (tatsächlich wandern Ladungsträger). Dabei müssen sie nur im unmittelbaren Bereich vor der Spitze sehr eng zusammenrücken, sodass die dort hohe Feldstärke nicht viel zur gesamten Feldenergie beiträgt. Diese Feldstärke kann in Gas einen Spannungsdurchbruch bewirken (siehe Spitzenentladung), im Vakuum Feldemission. Damit in Wechselfeldern, insbesondere beim Einfall elektromagnetischer Wellen, der Spitzeneffekt wirksam werden kann, muss die Spitze (genauer: ihr Krümmungsradius) klein im Verhältnis zur Wellenlänge sein. Dies wird ausgenutzt, wenn man mit einem Rastertunnelmikroskop ortsaufgelöst Spektroskopie betreibt.
Lange Zeit wurde dieser Effekt auch für die Ausformung des Endes von Blitzableitern verantwortlich gemacht. Hier spricht die stärkere Ionisierung der Umgebungsluft aufgrund der hohen Feldstärke für feinere Spitzen um einen Blitz gleichsam einen Ionenkanal zu bereiten. Im Gegensatz zu diesem Modell haben Berechnungen aber gezeigt, dass dieser Effekt nur lokal dominiert, und abgerundete Enden in der Ferne einen größeren Feldstärkegradienten zur Folge haben.